# Ricania indicata
Ricania indicata är en insektsart som först beskrevs av Melichar 1898.  Ricania indicata ingår i släktet Ricania och familjen Ricaniidae. Inga underarter finns listade i Catalogue of Life.